# 張翰南
張翰南（？—？），號西華，山西太原府榆次县龍田里人。

## 生平
万历三十七年（1609年）己酉科山西乡试举人，四十七年（1619年）己未科進士，户部觀政，官東光縣知县。天啓二年考察，本年補徽州府儒學教授，三年升國子監助教，五年升刑部主事。